# Franz Nissl
Franz Nissl (Frankenthal, 9 settembre 1860 – Monaco di Baviera, 11 agosto 1919) è stato un neurologo tedesco.

## Biografia
Nato a Frankenthal, nella regione storica di Rhenish Palatinate, frequentò medicina a Monaco di Baviera dove cominciò ad interessarsi ai fenomeni patologici delle cellule nervose. È conosciuto soprattutto per aver introdotto una colorazione istologica, con la quale era possibile la visione selettiva del soma neuronale delle cellule nervose, ovunque nel cervello, aprendo una nuova era per la neurocitologia e la neuropatologia. Egli contribuì inoltre nel campo della psichiatria correlando alcune patologie mentali con cambiamenti morfo-strutturali della glia, dei vasi sanguiferi e del tessuto cerebrale in generale. Lavorò e strinse amicizia con Alois Alzheimer. Verso la fine della sua vita s'interessò alla natura delle connessioni tra la corteccia e il talamo.

## La colorazione istologica del Nissl

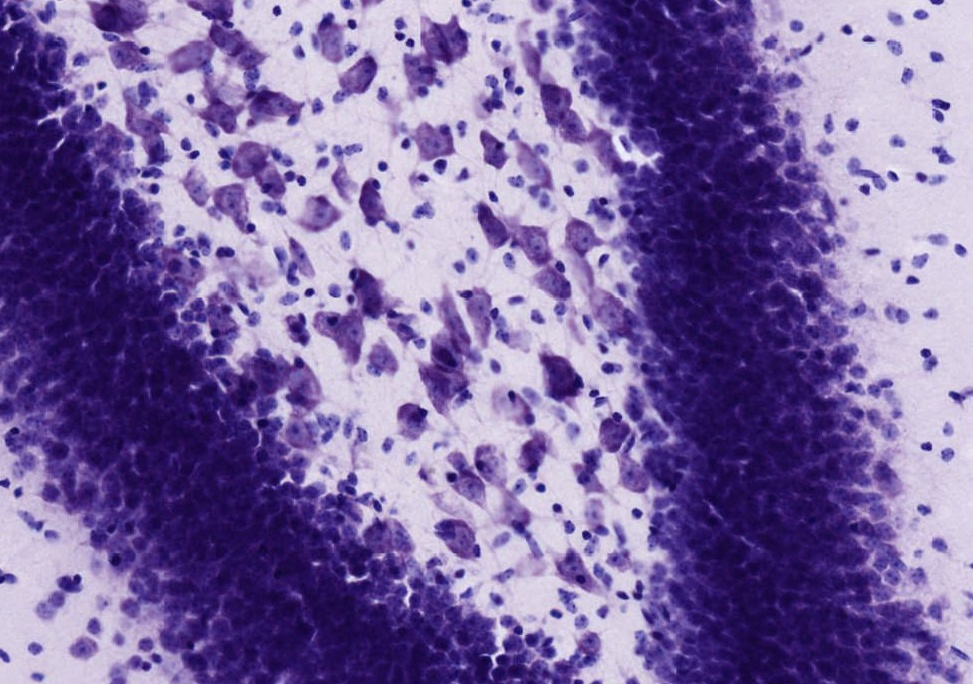
L'immagine mostra una sezione ippocampale di un roditore che mostra varie tipologie di neuroni.

Il metodo Nissl impiega anilina basica per colorare l'RNA di blu, ed è utilizzata per evidenziare caratteristiche strutturali dei neuroni. La sostanza di Nissl (reticolo endoplasmatico rugoso) appare blu scuro in quanto maggiormente ricca di RNA, mentre il citoplasma appare di colorazione marmorizzata. I granuli extranucleari individuali sono detti corpi di Nissl (ribosomi). L'RNA endonucleare si colora similmente a quello presente sul reticolo endoplasmatico rugoso.